# Strigula decipiens
Strigula decipiens är en lavart som först beskrevs av Malme, och fick sitt nu gällande namn av P. M. McCarthy. Strigula decipiens ingår i släktet Strigula och familjen Strigulaceae.   Inga underarter finns listade i Catalogue of Life.